# Drunken Robot Pornography
Drunken Robot Pornography est un jeu vidéo de tir à la première personne développé et édité par Dejobaan Games, sorti en 2014 sur Windows et Linux.

## Accueil
- Canard PC : 7/10[2]
- Destructoid : 7,5/10[3]
- IGN : 4/10[4]